# Carey Lowell

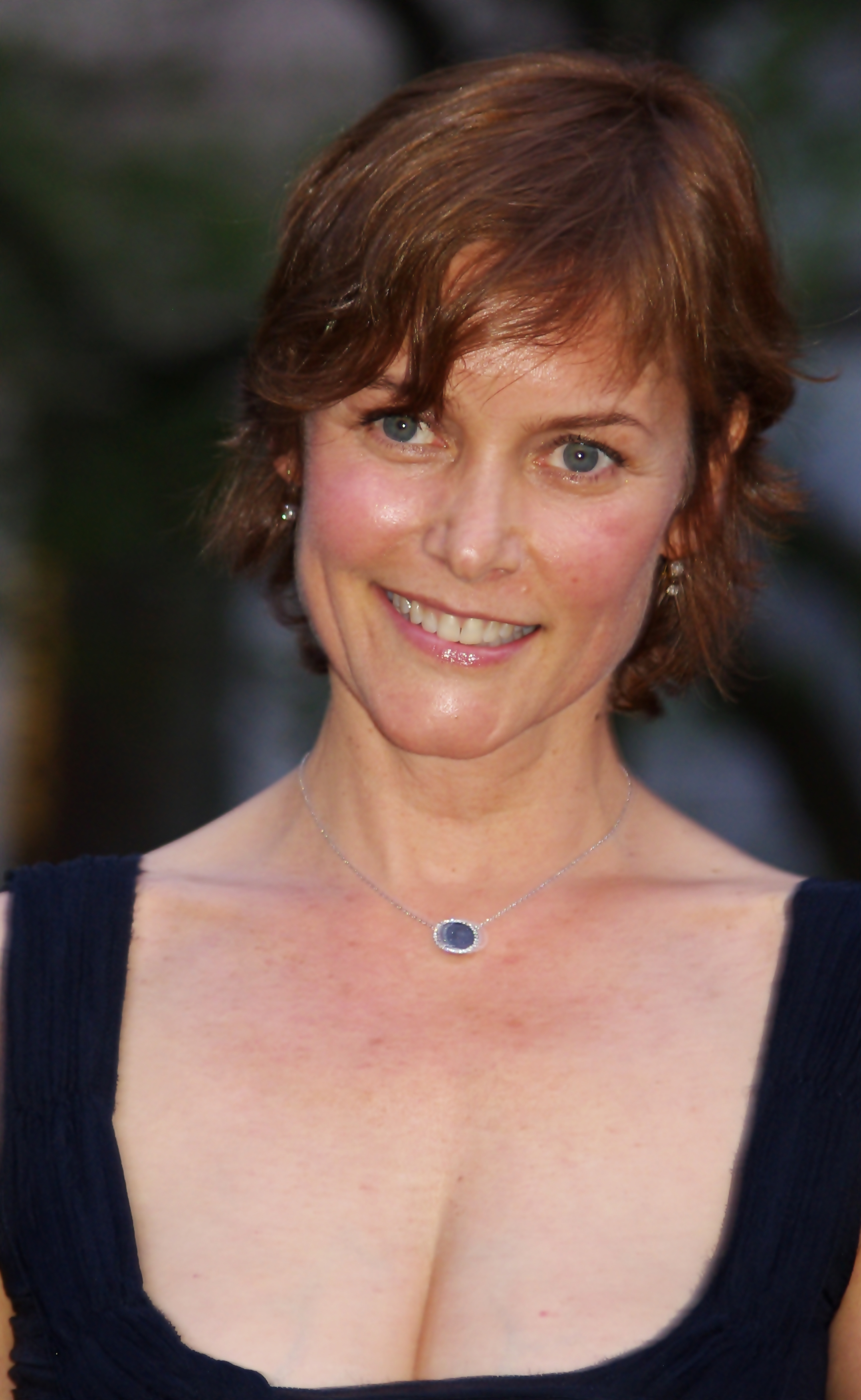
Carey Lowell in New York City (2011)

Carey Lowell (* 11. Februar 1961 in Huntington, New York) ist eine US-amerikanische Schauspielerin und ein ehemaliges Model.

## Leben und Karriere
Carey Lowell verbrachte ihre Kindheit zu einem großen Teil auf Reisen mit ihrem Vater, einem bedeutenden Geologen. Direkt nach ihrem High-School-Abschluss wurde sie von der Model-Agentur Ford unter Vertrag genommen. Bevor sie schließlich zum Schauspielfach wechselte, arbeitete sie als Fotomodell für Kunden wie Ralph Lauren und Calvin Klein.
Zu Lowells nennenswerten Rollen zählen die des Bond-Girls Pam Bouvier im James-Bond-Film Lizenz zum Töten (1989) und der Staatsanwältin Jamie Ross in der Fernsehserie Law & Order, eine Figur, die sie auch in der Ablegerserie Law & Order: Trial by Jury spielte – hier als Richterin Jamie Ross.
Lowell war von 1989 bis 1995 mit Schauspielkollege Griffin Dunne verheiratet, mit dem sie eine Tochter hat.
In zweiter Ehe heiratete sie 2002 ihren Schauspielkollegen Richard Gere, 2013 trennte sich das Paar. 2016 folgte die Scheidung. Die beiden haben einen gemeinsamen Sohn (* 2000).

## Filmografie (Auswahl)
- 1986: Teuflische Klasse (Dangerously Close)
- 1986: Club Paradise
- 1987: Hetzjagd in St. Lucas (Down Twisted)
- 1988: Ich und er (Me and Him)
- 1989: James Bond 007 – Lizenz zum Töten (Licence to Kill)
- 1990: Das Kindermädchen (The Guardian)
- 1991: Paris Tango – Alles dreht sich um die Liebe (Road to Ruin)
- 1993: Schlaflos in Seattle (Sleepless in Seattle)
- 1993: Eine Klasse für sich (A League of Their Own, Fernsehserie, 6 Folgen)
- 1994: Perfect Love Affair
- 1995: Leaving Las Vegas
- 1996: Duke of Groove (Kurzfilm)
- 1996–2001, 2022: Law & Order (Fernsehserie, 50 Folgen)
- 1997: Wilde Kreaturen (Fierce Creatures)
- 2003: More Than Meets the Eye: The Joan Brock Story (Fernsehfilm)
- 2005: Empire Falls – Schicksal einer Stadt (Empire Falls, Fernsehfilm)
- 2005: Law & Order: Trial by Jury (Fernsehserie, 2 Folgen)
- 2006–2007: Six Degrees (Fernsehserie, 5 Folgen)
- 2014: The Cause (Kurzfilm)
- 2016: C Street
- 2018: Blue Bloods – Crime Scene New York (Blue Bloods, Fernsehserie, Folge 8x16)
- 2018: Bull (Fernsehserie, Folge 3x06)

## Videospiel
- 2012: 007 Legends (Aussehen und Stimme)